# Televoting
Televoting, telestemmen of een telestemming is een methode van stemmen, waarbij het kijkerspubliek van (doorgaans) een televisie-uitzending door gebruik van de (mobiele) telefoon of een ander medium, zijn mening op afstand bekend kan maken. Het wordt met name toegepast bij spelletjes of wedstrijden, waarbij kijkers door het bellen van een telefoonnummer of per sms hun winnaar kunnen kiezen. 
Met televoting is het mogelijk de mening van de kijker zeer snel op te vragen en te verwerken. Televoting zorgt voor interactie met de kijker en kan het verloop van het programma bepalen. Gebruikers moeten vaak betalen om te kunnen stemmen.
Enkele voorbeelden waarbij televoting wordt toegepast zijn de programma's Idols, Big Brother en Dancing with the Stars. Het Eurovisiesongfestival is een bekend voorbeeld waarbij door middel van een pan-Europese televoting kijkers uit vrijwel alle landen van Europa hun winnaar kunnen kiezen. Het is daarmee jaarlijks de grootste televoting ter wereld, wat betreft het aantal stemmers.

## Methoden voor televoting
- Sms. De kijker stuurt een bericht naar een sms-nummer, meestal een short code. De syntaxis van de sms bestaat meestal uit een aantal kenletters die staan voor iemand of iets, bijvoorbeeld de naam van de favoriete kandidaat of zijn/haar nummer van optreden. Soms moet voor die  kenletters nog een codewoord staan, dat meestal aangeeft aan de sms-centrale voor welk televisieprogramma de stem bedoeld is. In sommige gevallen krijgt de stemmer nog een sms'je terug waarop vermeld of de stem geslaagd is of niet. Stemmen met sms kost meestal rond de € 0,75 (België) à € 1,30 (Nederland).
- Telefoon. De kijker belt naar een informatienummer waarbij hij direct te horen krijgt of de stem al dan niet geregistreerd is. Deelnemers waarvoor gestemd kan worden hebben over het algemeen een verschillend telefoonnummer, alhoewel het ook mogelijk is dat de kijker door middel van een menu zijn keuze door moet geven. Een telefoonstem kost meestal rond de € 0,50 (België) à € 1,30 (Nederland).
- Computer. De kijker surft naar een site waarop hij door middel van een formulier zijn stem kan uitbrengen. Een computerstem kost bijna altijd niet meer dan de gebruikelijke datakosten. Het bekendste voorbeeld van deze vorm van televoting is het Junior Eurovisiesongfestival. De kijkers uit de deelnemende landen aan dit festival kiezen sinds 2017 via internet hun winnaar in plaats van via telefoon of SMS.
- Digitale televisie. Stemmen via digitale televisie is betrekkelijk simpel, de kijker drukt op een bepaalde knop (meestal de "rode knop") en krijgt een lijst te zien van de stemmogelijkheden. Wanneer hij zijn keuze gemaakt heeft bevestigt hij die en zijn stem is een feit. Stemmen via digitale televisie is meestal even duur als een stem met telefoon of sms (meestal ongeveer € 0,50 in België en € 1,30 in Nederland). Digitale televisie is echter aan een opmars bezig en is nog niet wijdverspreid.
- Briefkaart. De kijker koopt in een postkantoor een briefkaart en vult hierop de naam van de kandidaat in. De briefkaart wordt vervolgens naar de betreffende omroep gezonden. De kosten van een briefkaart zijn even hoog als die van een postzegel of iets hoger. In tegenstelling tot de andere methodes krijgt de kijker geen bevestiging dat zijn stem ontvangen is en wordt de stem handmatig geregistreerd. Sinds de introductie van het televoten per telefoon (midden jaren 80) is deze methode in Nederland en Vlaanderen in onbruik geraakt. Briefkaarten werden tot in de jaren 90 nog wel gebruikt om in contact te komen met omroepen voor bijvoorbeeld prijsvragen.

## Historische achtergrond
Het van oorsprong Engelse woord werd ten minste begin jaren negentig al in de Nederlandstalige media gebruikt.

## Mogelijk verschil in kosten per land bij een internationale stemming
Bij een internationale stemming kan de stemming beïnvloed worden door verschillen in kosten tussen landen. Naar aanleiding van het Eurovisiesongfestival van mei 2003 stelde de Griekse Europees parlementariër Stavros Xarchakos een maand later aan de Commissie de vraag of de controle op de betrouwbaarheid van de resultaten bij telestemmingen en de kosten voor de consument op Europees niveau wettelijk geregeld waren. Hij wees erop dat de Griekse pers het onverwacht hoge aantal punten van Cyprus voor de Turkse festivaldeelnemer merkwaardig had gevonden en dat stemmen per telefoon en sms in Griekenland zeer duur was. De Commissie antwoordde dat zulke voorschriften niet bestonden en dat de kosten voor de consument door de markt werden bepaald.